# Бикиђу (Бистрица-Насауд)
Бикиђу (рум. Bichigiu) насеље је у Румунији у округу Бистрица-Насауд у општини Телчу. Oпштина се налази на надморској висини од 465 m.

## Становништво
Према подацима из 2002. године у насељу је живело 995 становника, од којих су сви румунске националности.